# Inmigración estadounidense en Costa Rica
La inmigración estadounidense en Costa Rica se refiere al movimiento migratorio más grande e importante proveniente de Norteamérica que está presente en el país. La comunidad norteamericana de la nación es —después de la de Puerto Rico y México— la más cuantiosa de toda América Latina y una de las más relevantes del mundo.
Miles de norteamericanos se han asentado en el país desde la época colonial y hasta la actualidad, motivados por multitud de razones que van desde la inversión en la dinámica producción agrícola del siglo XIX, hasta la construcción del Canal de Panamá en la vecina nación homónima o —de manera más reciente— buscando retirarse en Costa Rica, que también representa uno de los mayores destinos de jubilación para los estadounidenses en el mundo. Igualmente destacan otras migraciones aisladas de menonitas y cuáqueros que han colonizado territorio costarricense desde la segunda mitad del siglo pasado.

## Historia

### sigloXIX

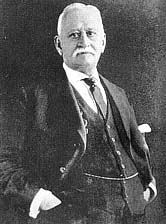
Minor Keith, uno de los estadounidenses más destacados de la Costa Rica del.

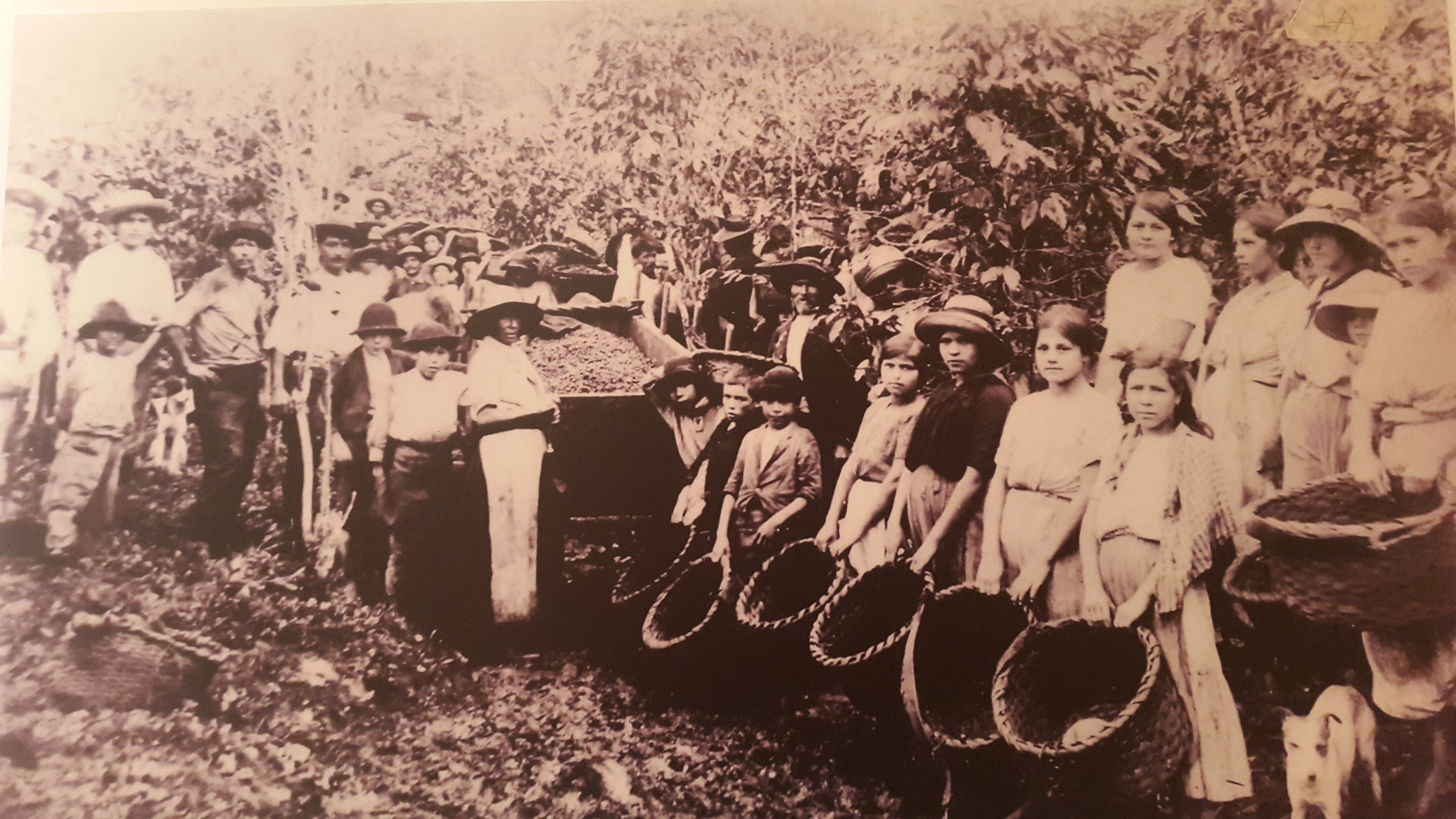
El desarrollo de la industria cafetalera costarricense durante esta época motivó la entrada de multitud de estadounidenses.

La construcción del Ferrocarril al Atlántico fue desarrollada por estadounidenses.

Los estadounidenses —junto con alemanes y británicos— fueron de los primeros extranjeros en darse cuenta del potencial económico del país por el auge del café, el banano y las infinitas posibilidades de negocio que se presentaban en una naciente y próspera nación como Costa Rica. De esta manera muchos norteamericanos radican en el territorio costarricense durante la primera mitad del siglo XIX.
Ya durante la segunda mitad del siglo XIX los estadounidenses representaban uno de los grupos extranjeros más importantes en los aspectos económicos y políticos del país. Y durante este periodo se desarrollan importantes proyectos como la construcción del Ferrocarril al Atlántico que tuvieron una notable influencia norteamericana. En 1871, se suscribió un contrato para establecer una vía férrea al Atlántico entre Tomás Guardia Gutiérrez y Henry Meiggs, que luego se trasladó a manos de su hijo, Henry Meiggs-Keith, para iniciar la construcción de un ferrocarril hacia el Atlántico. Meiggs-Keith construyó 43 kilómetros entre Alajuela y Cartago, antes de que el contrato fuera roto por parte del gobierno debido al poco avance de la obra.
En 1879, el gobierno de Guardia firmó un nuevo contrato con Minor Cooper Keith, quien se había asentado en Limón para iniciar el cultivo del banano. La siembra de este producto fue el impulso definitivo que necesitaba el ferrocarril, cuyos principales trabajos se dieron durante el gobierno de Próspero Fernández Oreamuno. En 1890, durante el gobierno de José Joaquín Rodríguez Zeledón, se terminó el ferrocarril con la conexión definitiva entre San José y Limón.
Es así como durante los primeros años de vida independiente gran parte del comercio y desarrollo agrícola, así como el mercado exportador y la construcción de infraestructura estuvieron a cargo de estadounidenses. Esto derivaría en el establecimiento de multitud de empresas norteamericanas dedicadas al cultivo del café y el banano, como la United Fruit Company.
Durante el siglo XIX la inmigración estadounidense se vio totalmente avasallada en el aspecto cuantioso por otros movimientos migratorios multitudinariamente más numerosos —como el español, el italiano y el afroantillano— sin embargo el destacado auge y acelerado desarrollo que experimentó el país durante estos años no se habría presentado sin el aporte norteamericano. Por eso, de manera histórica la aglomeración estadounidense se perfila como una de las más importantes e influyentes para la nación.

### sigloXX
Para el siglo XX la inmigración estadounidense seguía condicionada en el establecimiento de empresas agrícolas, tales como la UFCO, que atraían a multitud de norteamericanos. También durante este periodo comienza en la vecina Panamá la construcción del canal interocéanico por parte de los Estados Unidos, tras fallidos intentos franceses por establecer la vía náutica. El proceso para construir esta monumental obra infraestructural genera un movimiento migratorio sin precedentes en el sur de Centroamérica, del que una de las entradas masivas más destacables fue —lógicamente —la estadounidense. Los norteamericanos no se desempeñaron fundamentalmente como obreros pero se radicaron en la región debido al auto auge que presentaba.
Después de la Segunda Guerra Mundial y el afianzamiento de los Estados Unidos como una súperpotencia mundial, la inmigración hacia el país toma un nuevo rumbo. Desde la segunda mitad del siglo XX el país se viene colocando como un potencial destino de retiro para multitud de norteamericanos. Estos son atraídos por el agradable clima tropical, la estabilidad general de la nación y un modo de vida alternativo y benigno. Nuevamente el flujo inmigratorio estadounidense se ve opacado en el nivel numérico por otros movimientos migratorios, esta vez no europeos, sino provenientes de América Latina y en especial de Centroamérica.
Ya para esta época un nutrido número de costarricenses tenía ascendencia estadounidense, y muchos otros ciudadanos americanos se establecerían en el país en busca de establecer negocios y empresas. Para los años 1990 Costa Rica supera a Panamá como principal receptor de inmigrantes estadounidenses en Centroamérica. Además, el flujo de entrada proveniente de los Estados Unidos incrementa de una manera tan importante que la comunidad americano-costarricense escala hasta convertirse en la tercera más numerosa de Latinoamérica, después de México y Puerto Rico.

### sigloXXI

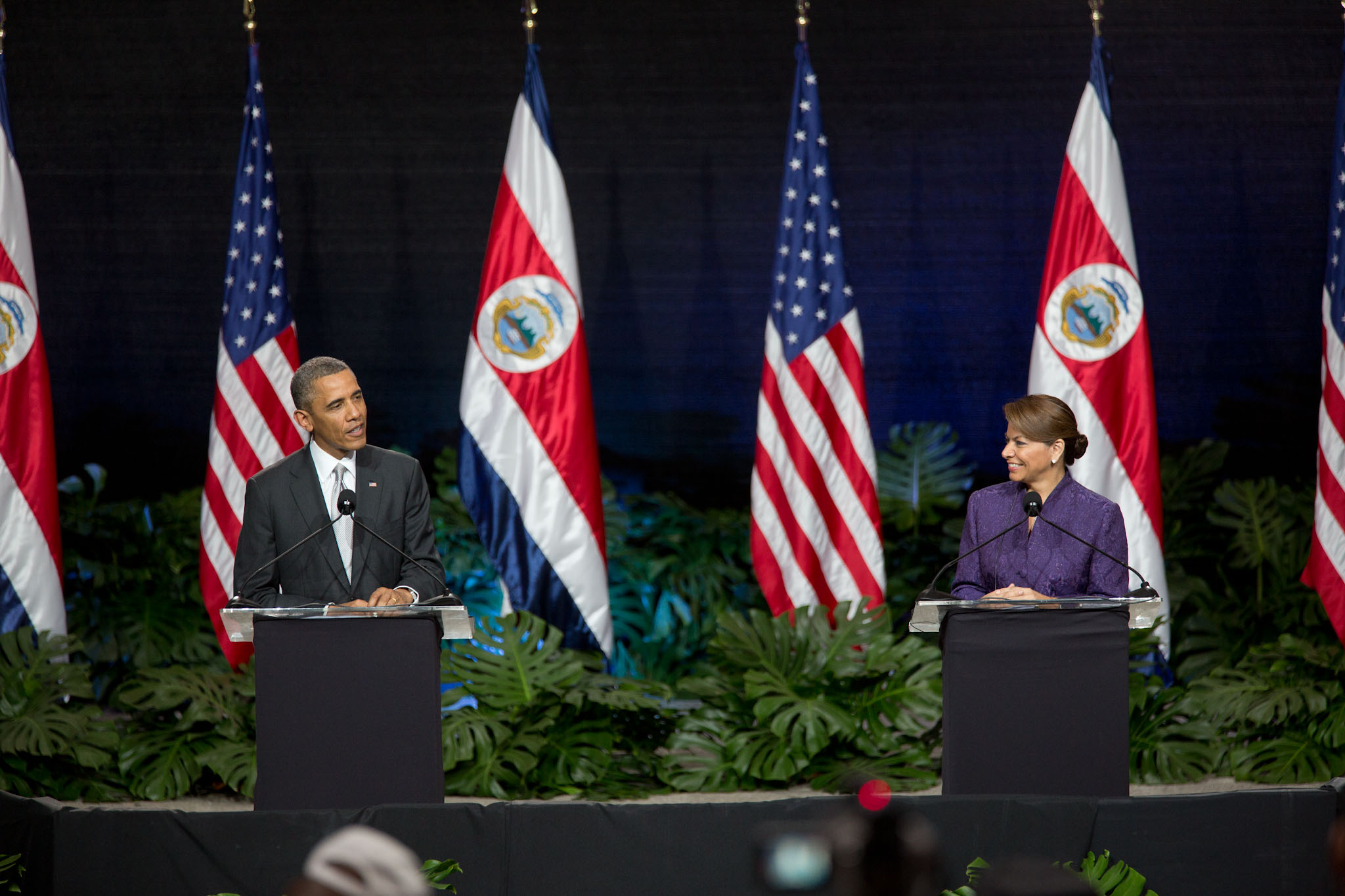
Laura Chinchilla y Barack Obama en 2013.

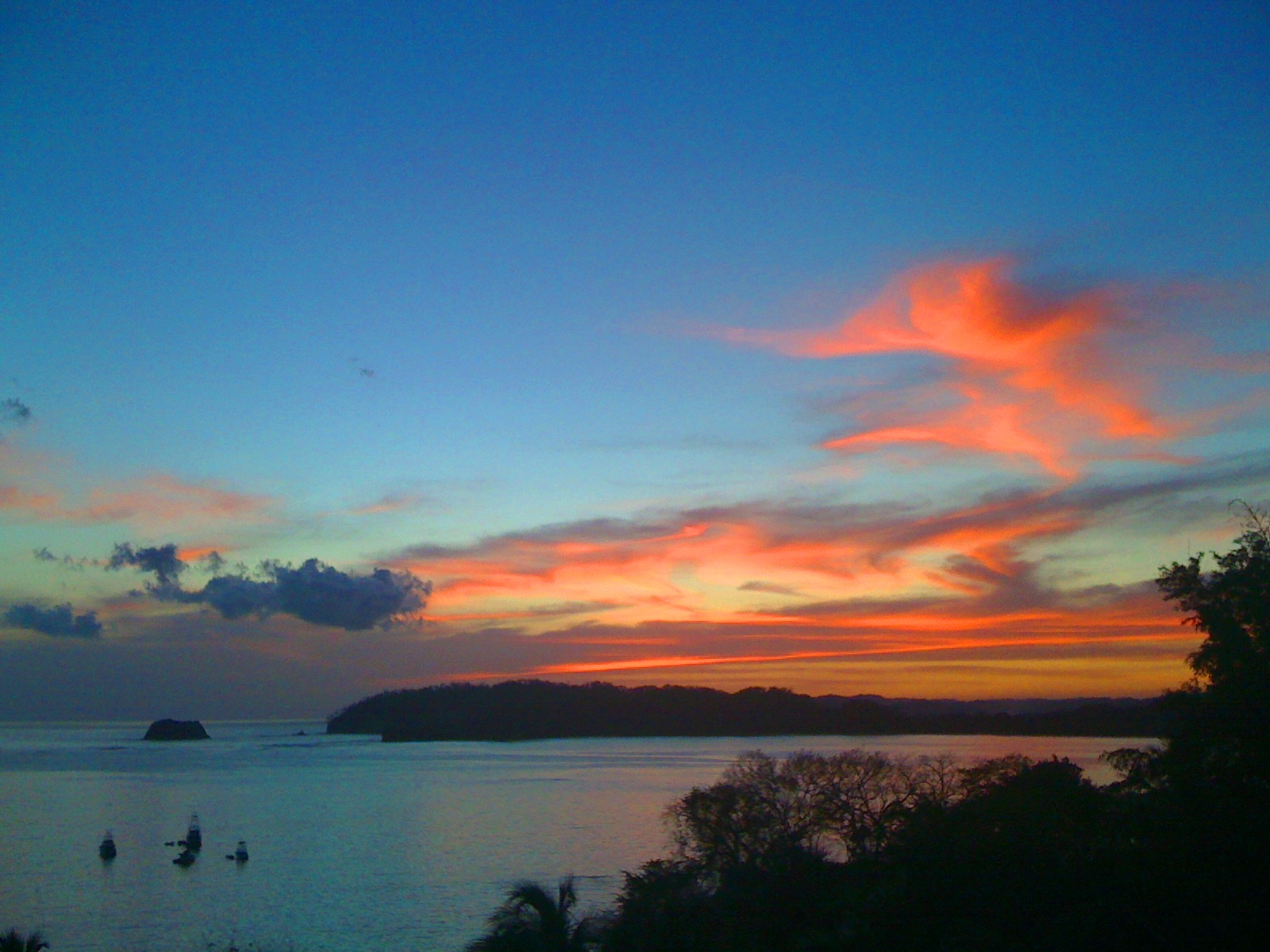
El clima, la naturaleza y la estabilidad atraen a miles de estadounidenses, en especial en la actualidad.

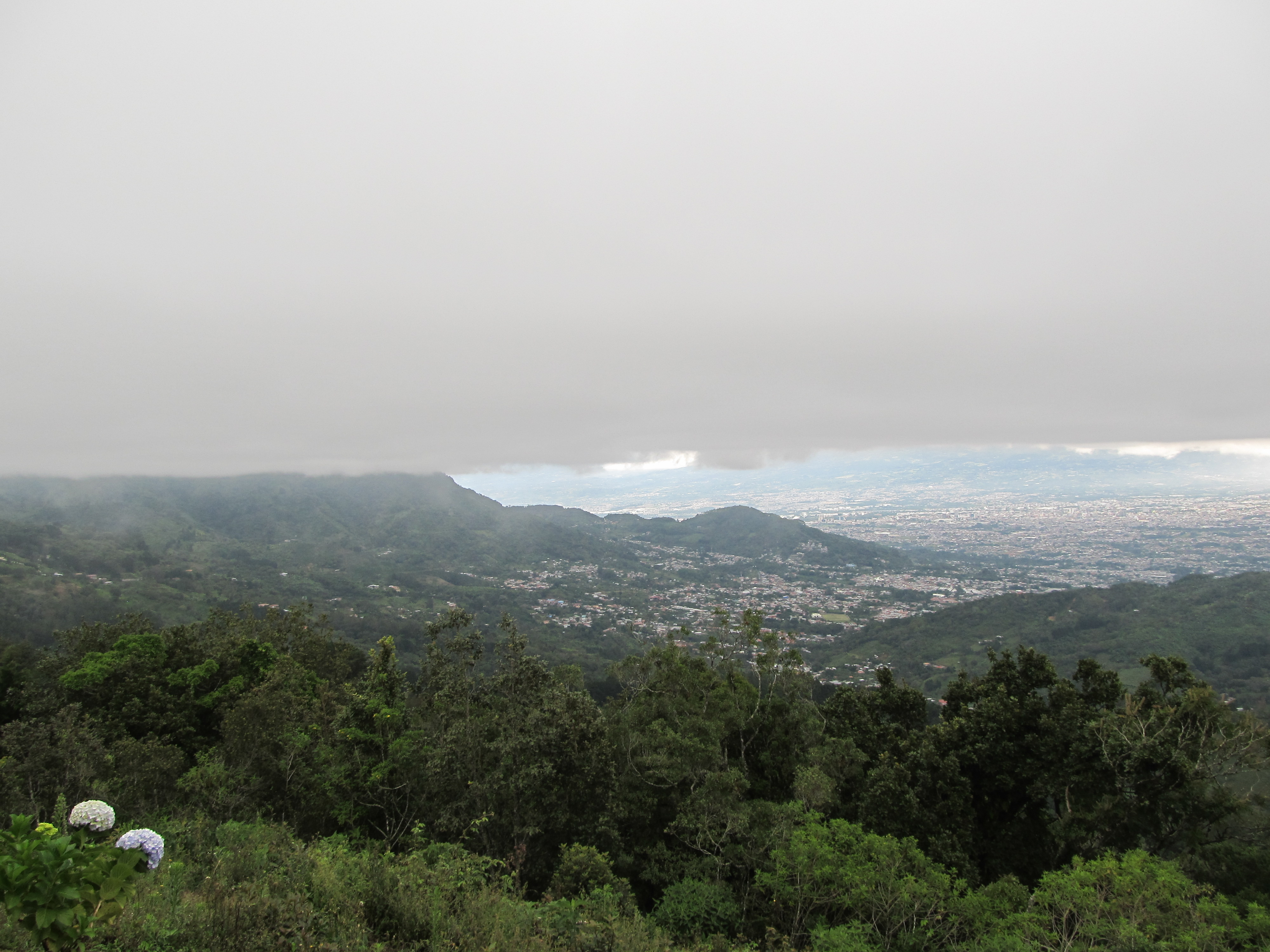
Por su parte el Valle Central alberga la mayor aglomeración norteamericana de Centroamérica.

Hoy día, la comunidad estadounidense del país tiene tres núcleos: la Provincia de San José, en especial la ciudad capital y su conurbano, además del cantón de Pérez Zeledón; la Provincia de Guanacaste y la Provincia de Puntarenas, en estas últimas la mayoría habita cerca de las costas. Además, la mitad de los inmigrantes tienen menos de 29 años y se dedican —mayoritariamente— a la enseñanza, a actividades administrativas y de servicios de apoyo o al comercio, el resto son jubilados.
En el aspecto del destino de retiro: Costa Rica se posiciona como uno de los lugares favoritos del ciudadano estadounidense para retirarse. En América Central el país representa el mayor receptor de estadounidenses jubilados, ya que estos son atraídos por el clima benigno, la estabilidad política, un costo de vida aceptable y los atractivos naturales que ofrece el territorio.
Además, para el año 2011, la aglomeración estadounidense fue la única —aparte de la colombiana— en crecer más de un 4% con respecto a la década anterior. Retrocediendo hasta el 2000, vivían en Costa Rica cerca de 9.511 norteamericanos, pero diez años después esta cifra se había multiplicado en casi 7.000 personas.
Según el Ⅹ Censo Nacional de Población, alrededor de 16.000 ciudadanos norteamericanos viven en Costa Rica, lo que representa la tercera mayor colectividad extranjera del país tras los nicaragüenses y los colombianos, y la más cuantiosa aglomeración estadounidense de América Central. Además, según otras entidades —entre ellas el Departamento de Estado de los Estados Unidos— más de 100.000 estadounidenses radican en la nación, en la que se perfila como la segunda mayor comunidad norteamericana de América Latina y una de las más numerosas del mundo. También existe un constante y desarrollado intercambio cultural entre ambos países de la mano de instituciones como el Centro Cultural Costarricense Norteamericano.

## Inmigración cuáquera

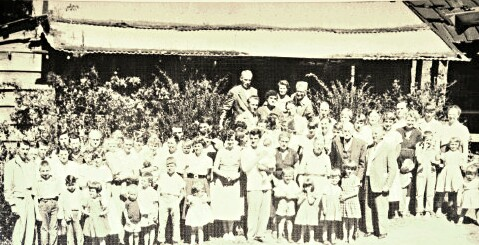
Primer grupo de los amigos que colonizó Monteverde en los años 50.

También destaca la inmigración de cuáqueros provenientes de los Estados Unidos que se desarrolla en Costa Rica desde la segunda mitad del siglo XX. A partir de 1950, multitud de inmigrantes pertenecientes a este grupo se trasladan en masa al país huyendo del reclutamiento militar obligatorio para la guerra de Corea; además la nación los atrajo por su agradable clima tropical y por no tener fuerzas armadas, que fueron abolidas dos años antes.
Inicialmente los cuáqueros se instalaron en San José, pues estaban buscando territorios rurales donde colonizar y establecerse definitivamente. Debido a esto, adquirieron 3.000 manzanas de terreno (1400 hectáreas) al norte de la Provincia de Puntarenas, en lo que hoy se conoce como Monteverde. Desde entonces fundaron la que sería la más próspera comunidad de amigos en Latinoamérica, que ya tiene casi 70 años, además de influir en el desarrollo de otra localidad cercana; Santa Elena.
En la actualidad Monteverde se considera un importante destino de ecoturismo, además de ser nombrada como una de las Siete Maravillas de Costa Rica. Igualmente poseen un destacado institucionalismo, pues establecieron la fábrica láctea Monteverde —en la que la mayoría de accionistas son cuáqueros— y la Escuela de los Amigos, que además beneficia a multitud de costarricenses.

## Inmigración menonita

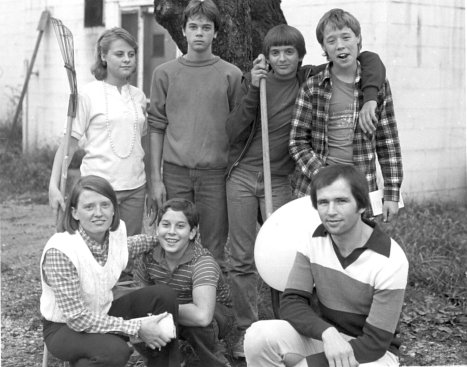
Menonitas en la iglesia.

Por su parte, también fue numeroso el asentamiento de menonitas estadounidenses en Costa Rica, aunque estos se ven totalmente opacados por otros menonitas con orígenes alemanes, neerlandeses e incluso de otras partes de Norteamérica como Canadá. La primera comunidad menonita del país data de 1960, y en la actualidad se pueden encontrar cerca de 26 congregaciones menonitas por todo el territorio, especialmente en la Zona Norte y la Zona Sur.
Los menonitas tienen una clara diferenciación cultural con respecto al resto de la población, poseen sus propios idiomas, lecherías, granjas, iglesias, imprentas e incluso administran un sistema educativo aparte, aunque este no es reconocido por el Ministerio de Educación Pública. La escuela menonita más grande del país es el Centro Educativo la Estrella, aunque muchas de las aglomeraciones tienen su propia institución educativa.

## Americano-costarricenses destacados
Muchos ciudadanos con ascendencia norteamericana se han destacado en varios ámbitos del país, entre ellos:
- Henrietta Boggs Long, ciudadana estadounidense y primera esposa de Figueres Ferrer, escritora y presentadora de televisión.
- José Martí Figueres Boggs, empresario, hijo mayor de José Figueres y Henrietta Bogs.
- Meta Shannon (Muni) Figueres Boggs, fue embajadora de Costa Rica en Estados Unidos (además es ciudadana estadounidense)[18]
- Karen Olsen Beck, ciudadana estadounidense y segunda esposa de Figueres Ferrer, fue diputada además de primera dama.
- José María Figueres Olsen, presidente de Costa Rica de 1994 a 1998.
- Mariano Figueres Olsen, director de Inteligencia y Seguridad durante el gobierno de Luis Guillermo Solís del Partido Acción Ciudadana (2014-2018).
- Christiana Figueres, economista y anlista. Secretaria Ejecutiva de la Convención Marco de las Naciones Unidas sobre el Cambio Climático (CMNUCC) desde el 17 de mayo de 2010.
- Frank Marshall Jiménez, político.
- Jorge Mario Lee Castro, locutor de radio.
- Luis Montalbert-Smith, músico.
- Christine Raine Rodríguez, corista de Passiflora.
- Alfonso Chase Brenes, escritor.
- Federico "Don" Stockwell Ulloa, figura pública.
- Jill Paer, figura pública.
- William Paer, figura pública.
- Ariel Lassiter, futbolista.